# Utenhusa
 Utenhusa  ist ein abgegangener Ort auf der Gemarkung des heutigen Heilbronner Stadtteils Biberach im nördlichen Baden-Württemberg.

## Geschichte des Ortes Utenhusa
Utenhusa wurde bereits im Jahre 827 erwähnt und ging nach Heim aus einem ehemaligen römischen Hof hervor, der an einer alten römischen Heerstraße südwestlich von Biberach gelegen war.
Utenhusa  erhielt im Laufe seiner Geschichte große Schenkungen:
Im Jahre 827 erhielt der Ort von Seiten des Richard und  Udo eine umfangreiche Schenkung.

„[…] in loco Utenhusa 2 manos et in villa Biberaha jurnales 47 […]“

## Deutung des OrtsnamensUtenhusa
Der Ortsname wird laut Heim als „zu (bei) den Häusern des Udo“ gedeutet.